# Маріс Крюгер
Маріс Крюгер (англ. Marise Kruger; нар. 17 липня 1958) — колишня південноафриканська тенісистка.
Здобула 2 одиночні титули.
Найвищим досягненням на турнірах Великого шолома був півфінал в парному розряді.

## Фінали за кар'єру

### Одиночний розряд: 4 (2–2)
| Результат | Ранг | Дата     | Турнір                              | Покриття | Суперниця        | Рахунок       |
| --------- | ---- | -------- | ----------------------------------- | -------- | ---------------- | ------------- |
| Перемога  | 1–0  | Чер 1976 | Chichester, Англія                  | Трава    | Банні Бранінг    | 6–2, 6–2      |
| Поразка   | 1–1  | Чер 1976 | Бекенгем, Англія                    | Трава    | Ольга Морозова   | 5–7, 6–2, 3–6 |
| Перемога  | 2–1  | Сер 1976 | Orange, U.S.                        | Ґрунт    | Лі Антонопліс    | 6–3, 6–2      |
| Поразка   | 2–2  | Сер 1977 | Rothmans Canadian Open 1977, Канада | Ґрунт    | Регіна Маршикова | 4–6, 6–4, 2–6 |

### Парний розряд: 1 (1 перемога)
| Результат | Ранг | Дата     | Турнір                               | Покриття | Партнерка       | Суперниця                | Рахунок       |
| --------- | ---- | -------- | ------------------------------------ | -------- | --------------- | ------------------------ | ------------- |
| Перемога  | 1–1  | Тра 1977 | Internazionali d'Italia 1977, Італія | Ґрунт    | Брігітт Куйперс | Банні Бранінг Шерон Волш | 3–6, 7–5, 6–2 |